# Пелипенко Ілля Семенович
Ілля Семенович Пелипенко (1868 — ?) — селянин, депутат Державної думи II скликання від Харківської губернії.

## Життєпис

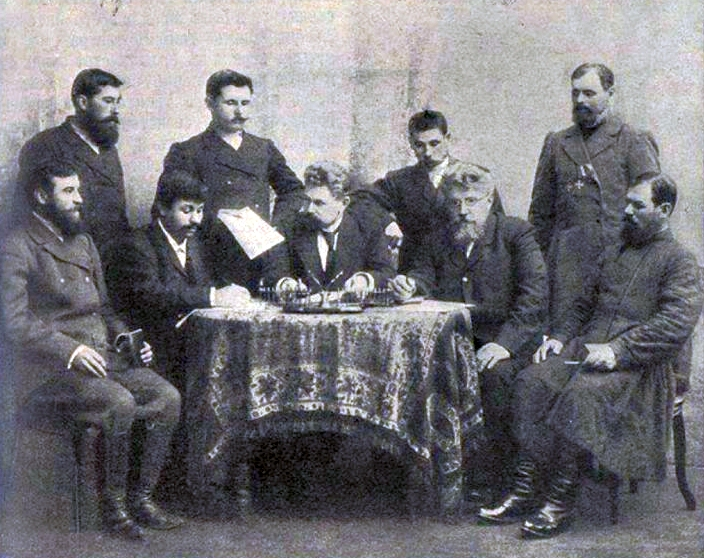
Члени Державної Думи II скликання від Харківської губернії. Сидять: Олексій Лопатін, Павло Рибальченко, Микола Познанський, Митрофан Попов, Тимофій Яровий; стоять: Іван Литвинов, Федір Васютін, Ілля Пелипенко, Моїсей Дерев'янко

За національністю українець («малорос»). Селянин Сумської волості Сумського повіту Харківської губернії. Навчався у земській школі. Займався землеробством на землі площею 1 десятину 10 квадратних сажень. Заробляв бурінням колодязів як майстр у підрядника-водопровідника в місті Суми. Входив до Всеросійського селянського союзу.
7 лютого 1907 року обраний до Державної Думи II скликання від загального складу виборщиків Харківських губернських виборчих зборів. Увійшов до складу Трудової групи та фракції Селянського союзу.
Подальша доля та дата смерті невідомі.

### Архіви
- Российский государственный исторический архив. Фонд 1278. Опись 1 (2-й созыв). Дело 322; Дело 541. Лист 17 оборот.